# トゥルカナ湖国立公園群
トゥルカナ湖国立公園群は、ケニア北部のトゥルカナ湖（Lake Turkana、旧称ルドルフ湖、Lake Rudolf）の3つの国立公園の総称で、世界遺産。東岸に立地するシビロイ国立公園（Sibiloi National Park）は1570平方キロメートルでエチオピア国境に30kmほど、湖の中央やや南の火山島のセントラル・アイランド国立公園（Central Island National Park）5平方キロメートル、南端近くのやはり火山島のサウス・アイランド国立公園（South Island National Park）39平方キロメートルからなる。ケニアの他の国立公園と同じように、ケニア野生生物公社（Kenya Wildlife Service: KWS）が管理している。
荒涼とした湖岸に縁取られた翡翠色の湖水が、草木の生えていない絶壁の間を南北に伸びる印象的な景観、水鳥の大規模な生息地、数百万年前の人類および哺乳類、軟体動物の化石の産地、といった観光資源には恵まれている。しかし、交通がきわめて不便な場所であるために訪問者は少ない。
水鳥、ナイルワニ、カバおよび数種類の毒ヘビの生息地であり、多様な鳥類相と砂漠環境を持つトゥルカナ湖の生態系は植物と動物の集団の研究に理想的な場所である。また、先史時代の環境の理解につながるコービ・フォラ（Koobi Fora）の人類祖先の化石産地がある。これらが世界遺産選定の理由である。

## トゥルカナ湖
トゥルカナ湖はマラウィ湖、タンガニーカ湖から続く大地溝帯の湖のうち、最も北にある。南北250km、東西は最大で40kmの細長い湖。 湖水はソーダを含む。大部分はケニアに含まれるが、北の端は国境を超えてエチオピアに入る。流出河川はない。流入河川はエチオピア側、湖の北端に河口が開くオモ川が最大で、湖に流入する水量の90%以上を供給する。小規模なものがケニア側にある。
英語の別名は「翡翠の海（Jade Sea）」で、植物プランクトンで深い緑色をしている湖水がそのいわれである。
2012年現在、オモ川のエチオピア領には大型ダムの建設が進められており、将来的に水利用が進むと湖水面の低下、塩分濃度の上昇により、生態系が危機に直面する可能性がある点について、ユネスコは懸念を表明している。2018年にはエチオピアのギルゲル・ギベ3号ダムの影響に対する懸念から、危機にさらされている世界遺産リストに加えられた。

## 地形・気候
セントラル・アイランドは3つの火口があり、火山活動が見られる。気候は暑く乾燥している。平均気温は30℃ほど、年間降水量は200mm以下。7月と8月が気温が低く、3月から5月が雨期である。雨は年によって変動が激しく、予測は難しい。
大地溝帯内にあるから、断層があるほか、過去には火山噴火と大規模な溶岩流が発生したと見られる。

## 植生
砂漠に近い環境だが、イネ科の草本であるチガヤなどとともに、各種のアカシア（例えばAcacia tortilis、Acacia elatior）、カンラン科のミルラノキ属、ハマビシ科のエジプトバルサムや塩分に堪えるヤシの一種ドームヤシ（Hyphaene coriacea）などの樹木が、涸れ川の縁のような水分のあるところに生えている。島々にはSalvadora persicaの薮もあり、サウス・アイランド周辺の水域にはリュウノヒゲモ、季節性に浸水する地域にはPasalidium geminatumやSporobolus spicatusも生えている。

## 動物
本土にはシマハイエナ、ブチハイエナ、カラカル、ライオン、ヒョウ、グレビーシマウマ、アミメキリン、カバ、グラントガゼル、レッサークーズー、ディクディク、ジェレヌクなどのサバナに生息する大型動物がみられる。
島には、大型動物ではナイルワニ、カバ。ナイルワニは世界最大の個体群で、セントラル・アイランドに14,000個体いると報告されている。5mを超えるものもいる。鳥類ではペリカン、サギ、フラミンゴ、チドリ各種など350種を超える。
魚類は固有種7種を含み、ナイルパーチなど47種。セントラル・アイランドの火口湖の1つにはシクリッドの固有亜種がいる。

## 考古遺跡
アリア湾の北にあるコービ・フォラの堆積物からは200万年前の人類、ホモ・ハビリス（Homo habilis）の骨が発見された。アウストラロピテクス・ロブストゥス（Australopithecus robustus）は非常に頑丈なあごを持つヒト科の絶滅種である。1999年には350万年前の人類、ケニアントロプス・プラティオプス（Kenyanthropus platyopus）が見つかった。また、アウストラロピテクス・アナメンシス、ホモ・ルドルフエンシス、パラントロプス・ボイセイ、ホモ・エレクトスや過去に一帯に分布していた湿潤森林からなる木化石も発見された。

## 施設
シビロイ国立公園に博物館と研究センター、ゲストハウス、キャンプ場。島には施設は作られていない。季節営業のロッジが公園の外の湖畔のオアシス、ロイヤンガラニ（Loiyangalani）にある。

## 住民
湖に名前が付いているトゥルカナ族（Turkana）を筆頭に、サンブル族（Samburu）、レンディーレ族（Rendille）、ポコット族（Pokot）、ガブラ族（Gabbra）、ボラナ族（Borana）などの周辺住民は伝統的に遊牧で生活している。最も乾燥する期間にはラクダ、ヤギといった家畜をシビロイ国立公園の中に入れることが認められている。降水量が少ないため農業は行われていない。
ケニアでもっとも人口の少ない民族、エルモロ人（El Molo）は漁業で生計を立てており、本土側沿岸とサウス・アイランドに居住している。

## アクセス
ケニアでもっともアクセスの悪い地域である。 ナイロビから北へ800km。 
- 陸路で2日ないし3日。途中ニャフルル（Nyahururu）、マララル（英語版）（Maralal）、サウス・ホル（英語版）（South Horr）、ロイヤンガラニなどに宿泊。道路の舗装はナイロビ側のごく一部の区間。オフロード車必須。次第に乾燥していく景色、激しくアップダウンする道路。

- 飛行機の場合、チャーター便で2時間ないし3時間。小型機専用のウィルソン空港（英語版）からシビロイ国立公園内に2箇所ある簡易滑走路に直接着陸するか、ロイヤンガラニの簡易滑走路から陸路。眼下一面の茶色の大地と、わずかに見える人工物。

サウス・アイランド、セントラル・アイランドには本土側のロイヤンガラニかシビロイ、または西岸のロドワ（Lodwar）から船。

## 登録基準
この世界遺産は世界遺産登録基準のうち、以下の条件を満たし、登録された（以下の基準は世界遺産センター公表の登録基準からの翻訳、引用である）。
- (8) 地球の歴史上の主要な段階を示す顕著な見本であるもの。これには生物の記録、地形の発達における重要な地学的進行過程、重要な地形的特性、自然地理的特性などが含まれる。
- (10) 生物多様性の本来的保全にとって、もっとも重要かつ意義深い自然生息地を含んでいるもの。これには科学上または保全上の観点から、すぐれて普遍的価値を持つ絶滅の恐れのある種の生息地などが含まれる。